# Hàng không năm 1989
Đây là danh sách các sự kiện hàng không nổi bật xảy ra trong năm 1989:

## Chuyến bay đầu tiên

### Tháng 1
- 2 tháng 1 - Tupolev Tu-204
- 11 tháng 1 - AASI Jetcruzer 450

### Tháng 3
- 19 tháng 3 - V-22 Osprey

### Tháng 4
- 30 tháng 4 - SOCATA Omega

### Tháng 5
- 28 tháng 5 - AIDC Ching-Kuo

### Tháng 7
- 17 tháng 7 - B-2 Spirit

### Tháng 10
- 7 tháng 10 - Enstrom 480

### Tháng 12
- 26 tháng 12 - NAMC N-5

## Bắt đầu hoạt động
Tháng 2
- 9 tháng 2 - Boeing 747-400 trong Northwest Airlines

Tháng 10
- 27 tháng 10 - ATR-72 trong Kar Air